# Ladan
Ladan (în ucraineană Ладан) este o așezare de tip urban din raionul Prîlukî, regiunea Cernihiv, Ucraina. În afara localității principale, mai cuprinde și satul Podîșce.

## Demografie
Componența lingvistică a așezării de tip urban Ladan
     Ucraineană (96,31%)
     Rusă (3,56%)
     Alte limbi (0,11%)
Conform recensământului din 2001, majoritatea populației așezării de tip urban Ladan era vorbitoare de ucraineană (96,31%), existând în minoritate și vorbitori de rusă (3,56%).